# Jean Bouilhou

a Compétitions nationales et continentales officielles uniquement.

b Matchs officiels uniquement.
Dernière mise à jour le 25 avril 2020.
Jean Bouilhou, né le 7 décembre 1978 à Pau (Pyrénées-Atlantiques), est un joueur international français de rugby à XV évoluant au poste de troisième ligne aile.
Formé à la Section paloise, il rejoint le Stade toulousain en 1999 où il fait ses débuts professionnels, avec qui il remporte notamment trois Coupes d'Europe en 2003, 2005 et 2010 et quatre championnats de France en 2001, 2008, 2011 et 2012. Il reste à Toulouse durant 14 saisons avant de retourner à la Section paloise de 2013 à 2016 pour y terminer sa carrière de joueur.
Depuis 2020, il est entraîneur des avants du Stade toulousain.

## Biographie

### Jeunesse
Bouilhou commence à jouer au rugby à XV en minimes à la Section paloise alors qu'il n'a alors pas d'intérêt particulier pour le rugby. Ne rentrant à Pau que pour les week-ends en raison de ses études, il lui était « impossible, dans ces conditions, d'espérer jouer en équipe une. Il se contentait d'être avec les espoirs ».
Jean Bouilhou entre à l'INSA Toulouse en 1996 où il suit une scolarité aménagée (effectuant une année en deux ans). En quatrième année, alors qu'il intègre le Stade toulousain, celui-ci parvient, en accord avec l'école, à un meilleur aménagement de l'emploi du temps du joueur que celui dont il bénéficiait lorsqu'il était encore à la Section paloise, résolvant ainsi les problèmes d'absentéisme qui avaient failli mener à son exclusion. 
Il a été marié avec Camille Dintrans, qui est la fille de Philippe Dintrans, ancien talonneur capitaine du XV de France.

### Carrière de joueur

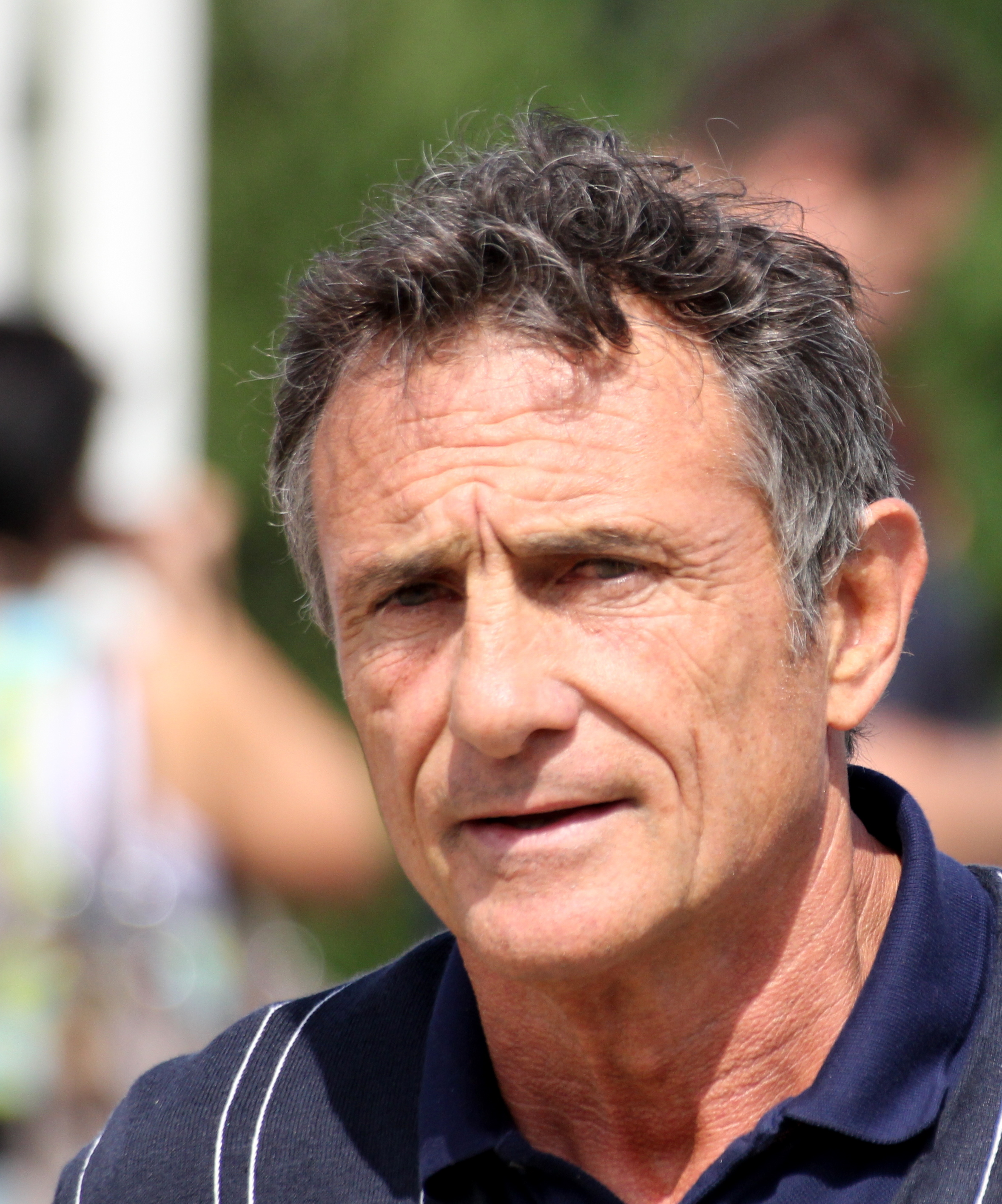
Guy Novès, ici en 2011, est l'entraîneur de Jean Bouilhou au Stade toulousain de 1999 à 2013.

Il rejoint, pendant l'intersaison de l'année 1999, le Stade toulousain et fait partie, en 2001, de la « jeune génération », avec Nicolas Jeanjean, Frédéric Michalak et Clément Poitrenaud, à remporter le titre de champion de France face à l'AS Montferrand. À cette période, il joue régulièrement troisième ligne centre. Il honore sa première cape internationale en équipe de France le 30 juin 2001 pour un test contre l'équipe de Nouvelle-Zélande.

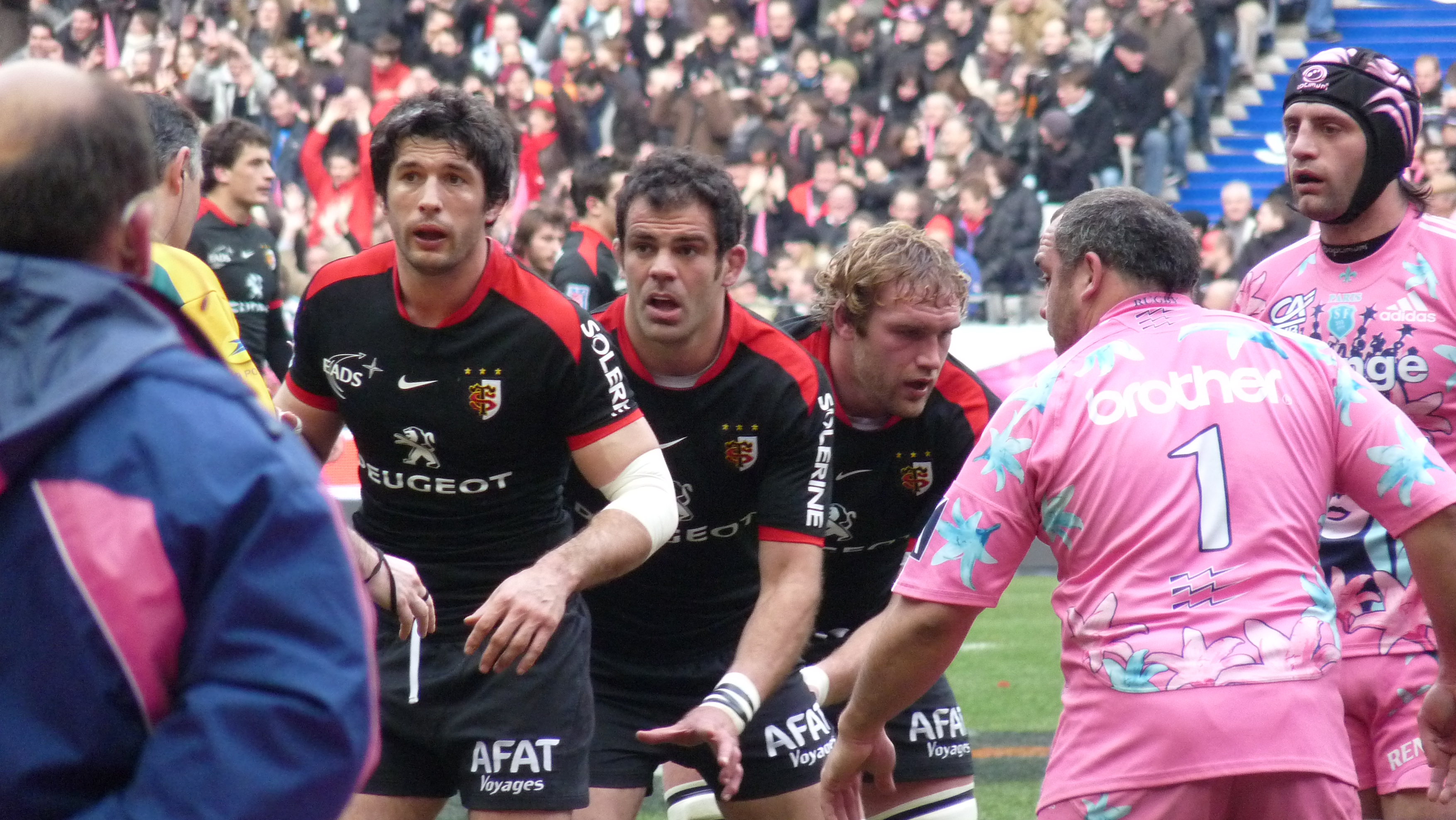
Jean Bouilhou, à gauche, prépare une touche avec Grégory Lamboley et Romain Millo-Chluski face à Rodrigo Roncero et Pierre Rabadan.

Le 11 janvier 2003, il marque son premier essai en coupe d'Europe lors d'un match contre Newport. Le 24 mai 2003, il est titulaire avec le Stade toulousain, associé en troisième ligne à Trevor Brennan et Christian Labit, en finale de la Coupe d'Europe au Lansdowne Road de Dublin face à l'USA Perpignan. Les Toulousains s'imposent 22 à 17 face aux catalans et deviennent ainsi champions d'Europe. La saison suivante, il joue de nouveau la finale de la Coupe d'Europe qui se déroule cette fois au Stade de Twickenham à Londres face aux London Wasps. Il est titularisé en troisième ligne avec Finau Maka et Christian Labit. Les Anglais l'emportent 27 à 20, à la suite d'une erreur de Clément Poitrenaud, empêchant les Toulousains de gagner un deuxième titre consécutif.
En 2005, ils arrivent à se qualifier une troisième fois consécutive en finale de Coupe d'Europe face au Stade français. Il commence le match sur le banc avant de remplacer le capitaine Fabien Pelous à la 44e minute. Les haut-garonnais sont de nouveau champion d'Europe en s'imposant 12 à 18 après prolongation.
Il marque un essai lors du match de coupe d'Europe du 14 janvier 2005 contre les Llanelli Scarlets ainsi que lors du match du 22 octobre de la même année contre la même équipe.

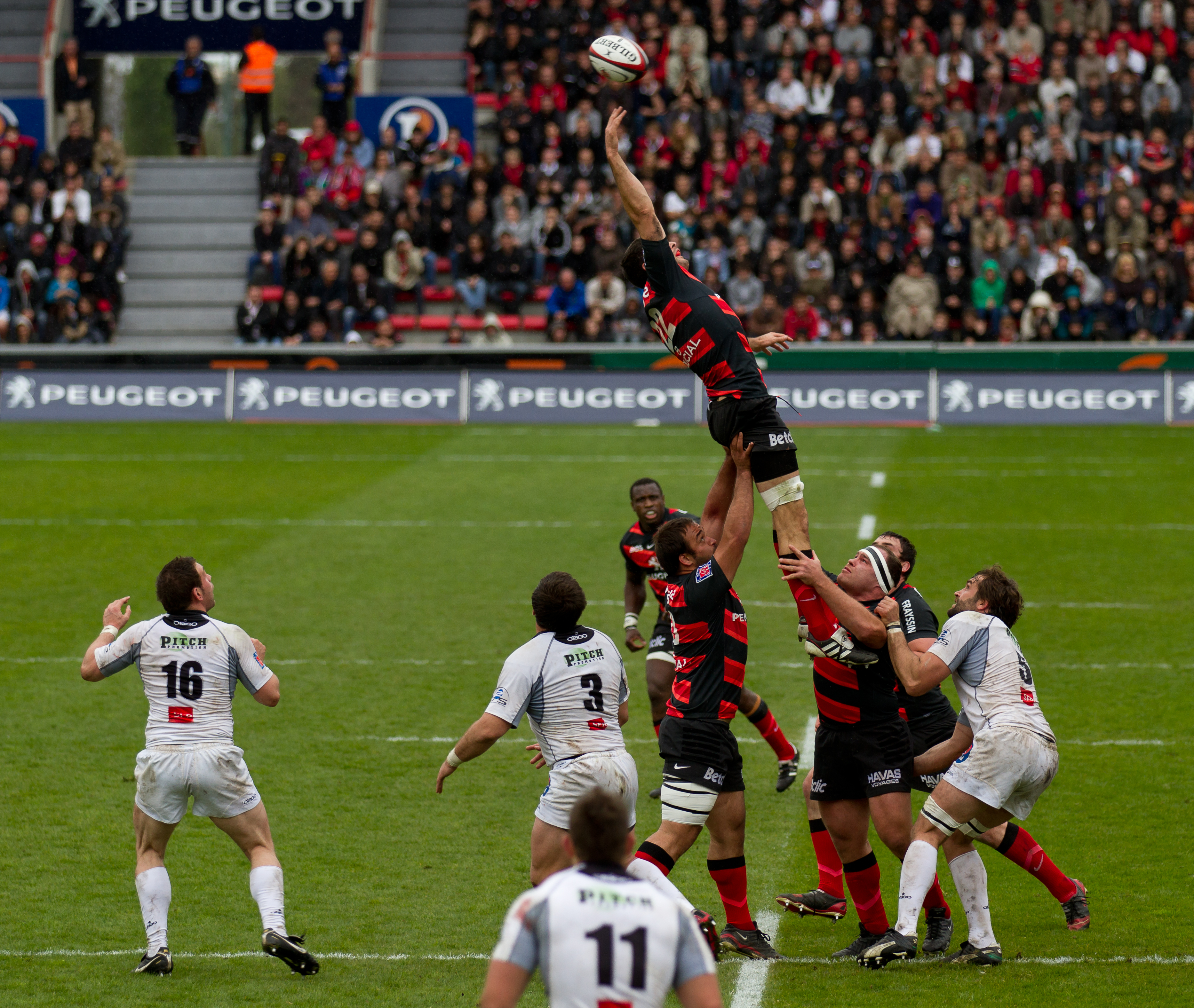
Jean Bouilhou, ici en 2012, est un excellent preneur de balle en touche.

Il commence à être capitaine du Stade toulousain au cours de la saison 2007-2008.
Durant la saison 2007-2008, Jean Bouilhou est souvent capitaine du Stade toulousain, c'est même lui qui sera capitaine lors de la demi-finale de Top 14 (gagnée contre le Stade-Français) et durant la finale du Championnat de France le 28 juin 2008 remportée 26 à 20 au Stade de France contre l'ASM Clermont.
Il est, à égalité avec Rob Linde et Lionel Nallet, le meilleur voleur de balles en touche du championnat de France 2010.
En novembre 2012, il est sélectionné dans l'équipe des Barbarians français pour affronter le Japon au Stade Océane du Havre. Les Baa-Baas l'emportent 65 à 41.
Capitaine, joueur emblématique et rarement absent, il est un joueur central et moteur dans le collectif toulousain. Le 1er novembre 2012, lors du match Toulouse-Racing Métro 92, il dispute son 375e match sous le maillot toulousain, battant le précédent record de Fabien Pelous. La saison 2012/2013 est la dernière pour Jean Bouilhou au Stade toulousain.

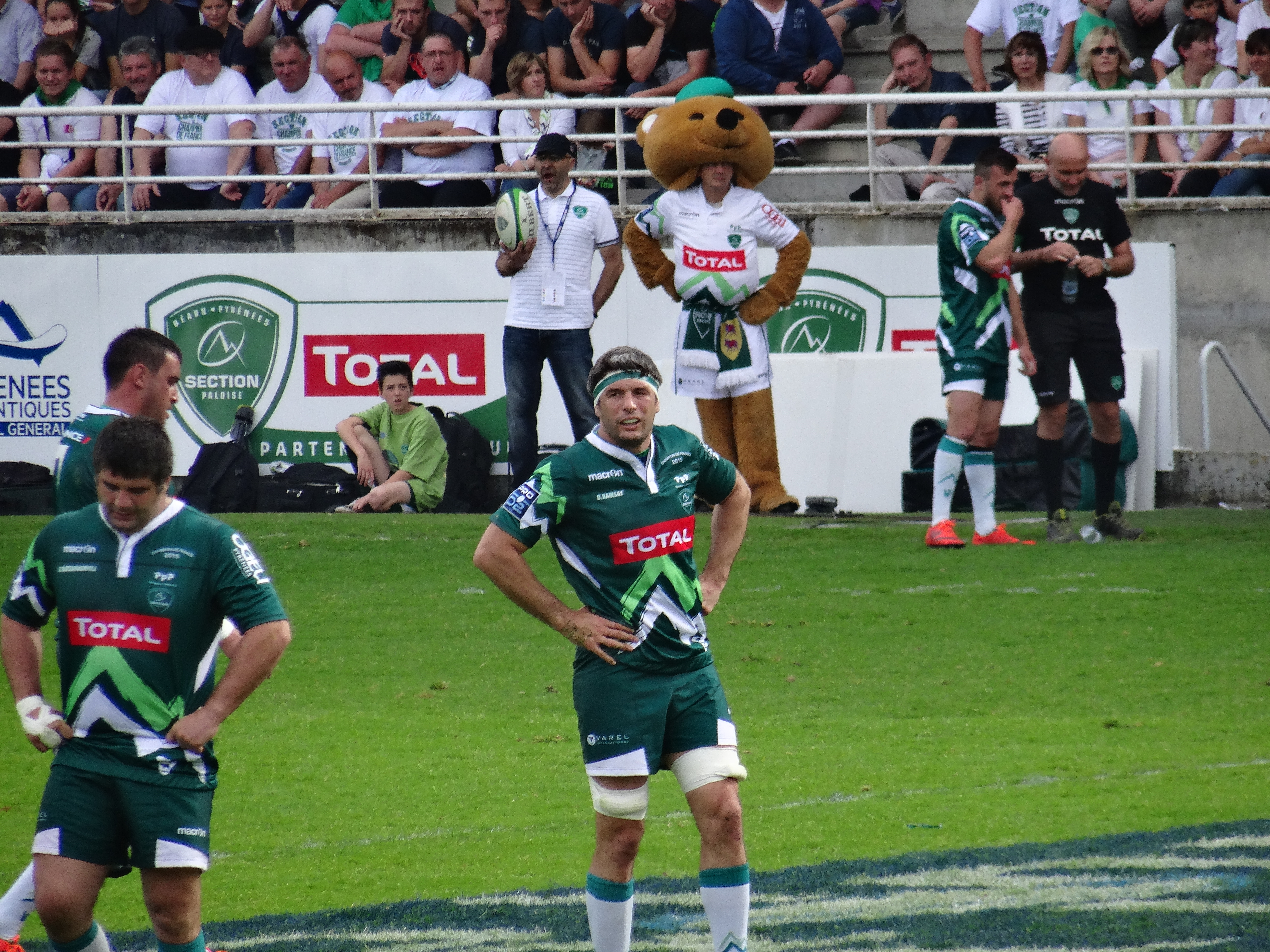
Jean Bouilhou fait son retour à la Section paloise de 2013 à 2016.

Il signe, en effet, le 3 juin 2013 à la Section paloise, et fait ainsi un retour auréolé de gloire au sein du club qui l'a formé. La section remporte le championnat de France de Pro D2 en 2015. En 2015-2016, Jean Bouilhou joue une dernière saison en Top 14 avant de mettre un terme à sa carrière.

### Carrière d'entraîneur
Après avoir pris sa retraite, Jean Bouilhou est de retour au Stade toulousain en 2016 pour intégrer le staff sportif et devenir entraîneur adjoint chargé du secteur de la touche. En 2018, tout en restant entraîneur adjoint de l'équipe première, il devient entraîneur de l'équipe espoirs du Stade toulousain au côté de son ancien coéquipier stadiste Clément Poitrenaud. Le club remporte le Bouclier de Brennus à l'issue de cette saison.
En 2019, il quitte le Stade toulousain pour rejoindre l'US Montauban en tant que coentraîneur, responsable des avants. Il remplace Pierre-Philippe Lafond aux côtés de Jean-Frédéric Dubois, entraîneur des arrières et ancien coéquipier de Bouilhou à Toulouse de 2004 à 2007.
En 2020, il quitte Montauban et revient au Stade toulousain où il remplace Régis Sonnes comme entraîneur des avants auprès d'Ugo Mola.

## Palmarès

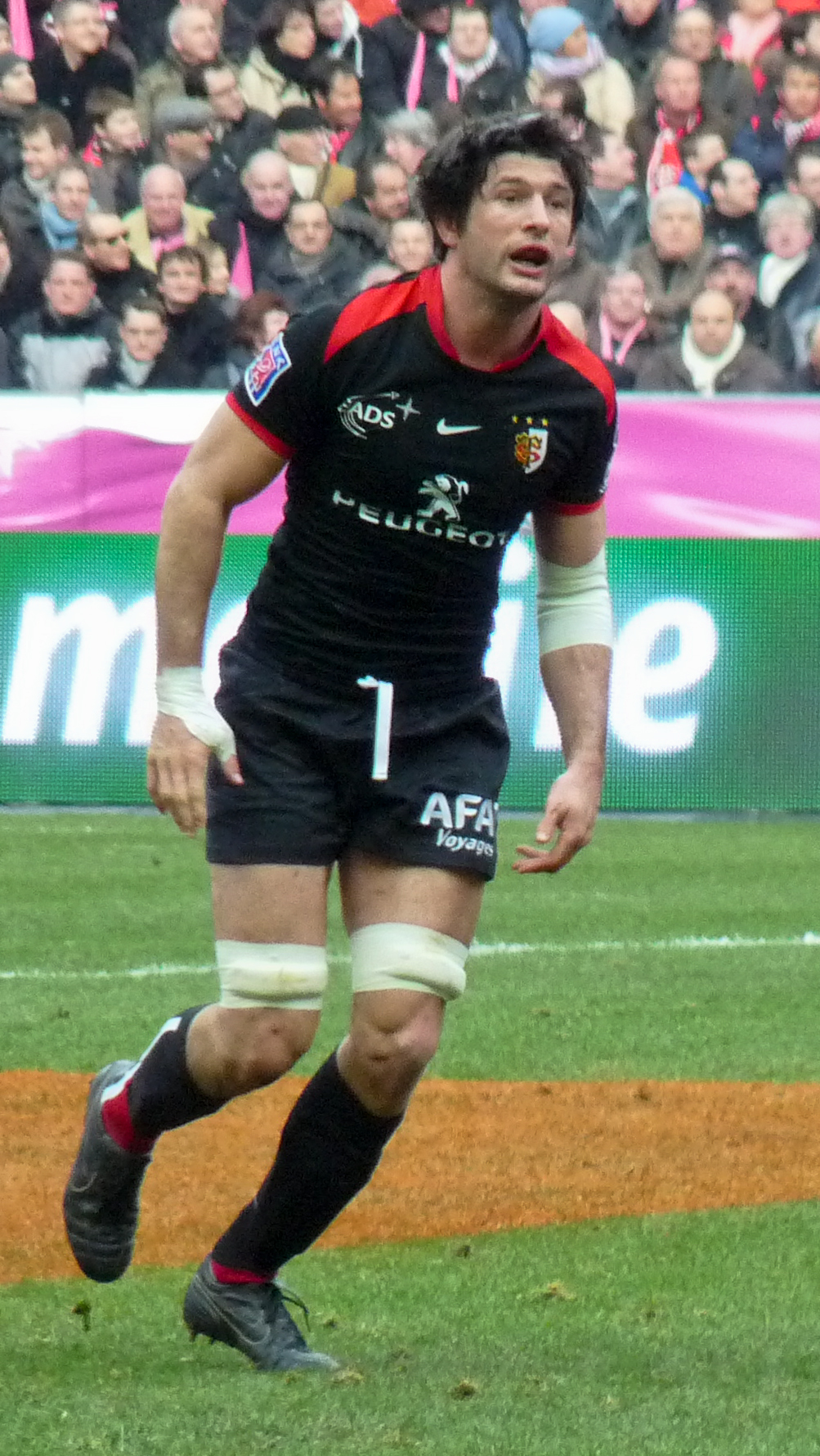
Jean Bouilhou en 2010.

### En club

#### Avec le Stade toulousain
- Championnat de France de rugby à XV :
  - Champion (4) : 2001, 2008, 2011 et 2012
  - Finaliste (2) : 2003 et 2006
- Coupe d'Europe :
  - Vainqueur (3) : 2003, 2005 et 2010
  - Finaliste (2) : 2004 et 2008
- Jean Bouilhou joue son 300e match avec le Stade toulousain le 17 janvier 2010 contre les Harlequins.
- Jean Bouilhou devient le joueur français qui a pris part au plus grand nombre de matchs en Coupe d'Europe, en participant à son quatre-vingt-deuxième match face à Trévise, le 20 octobre 2012[18], et devance ainsi celui qui était le plus « capé » avant lui : Fabien Pelous, lui aussi du Stade toulousain.
- Lors de la 10e journée de Top 14 édition 2012-2013, il dispute et remporte son 375e match avec l'équipe de Toulouse, dépassant ainsi à nouveau son ancien partenaire, Fabien Pelous[19].

#### Avec la Section paloise
- Champion de France de Pro D2 avec la Section paloise en 2015.

### En équipe nationale
- 2 sélections en équipe de France en 2001 et 2003
- Équipe de France A :
  - 2003 : 4 sélections (Angleterre A, Écosse A, Irlande A, Italie A), 1 essai
  - 2002 : 1 sélection (Australie A)

### Distinctions personnelles
- Nuit du rugby 2019 : Meilleur staff d'entraîneur du Top 14 (avec Ugo Mola, Régis Sonnes, William Servat, Laurent Thuéry et Clément Poitrenaud) pour la saison 2018-2019
- Nuit du rugby 2021 : Meilleur staff d'entraîneur du Top 14 (avec Ugo Mola, Clément Poitrenaud, Laurent Thuéry, Virgile Lacombe et Alan-Basson Zondagh) pour la saison 2020-2021
- Nuit du rugby 2023 : Meilleur staff d'entraîneur du Top 14 (avec Ugo Mola, Clément Poitrenaud, Laurent Thuéry et Virgile Lacombe) pour la saison 2022-2023
- Nuit du rugby 2024 : Meilleur staff d'entraîneur du Top 14 (avec Ugo Mola, Clément Poitrenaud, Laurent Thuéry et Virgile Lacombe) pour la saison 2023-2024

### En tant qu'entraîneur
- Champion de France en 2019, 2021, 2023 et 2024 avec Toulouse
- Champion d'Europe en 2021 et 2024 avec Toulouse

## Bilan en tant qu'entraîneur
| Saison      | Club             | Division | Poste                   | Classement                 | Coupe d'Europe             | Challenge européen |
| ----------- | ---------------- | -------- | ----------------------- | -------------------------- | -------------------------- | ------------------ |
| 2016 - 2017 | Stade toulousain | Top 14   | Entraîneur de la touche | 12e                        | Éliminé en quart-de-finale | -                  |
| 2017 - 2018 | Stade toulousain | Top 14   | Entraîneur de la touche | 3e, éliminé en barrages    | -                          | Éliminé en poule   |
| 2018 - 2019 | Stade toulousain | Top 14   | Entraîneur assistant    | Champion de France         | Éliminé en demi-finale     | -                  |
| 2019 - 2020 | US Montauban     | Pro D2   | Entraîneur des avants   | 13e (arrêt du championnat) | -                          | -                  |
| 2020 - 2021 | Stade toulousain | Top 14   | Entraîneur des avants   | Champion de France         | Champion d'Europe          | -                  |
| 2021 - 2022 | Stade toulousain | Top 14   | Entraîneur des avants   | 4e, éliminé en demi-finale | Éliminé en demi-finale     | -                  |
| 2022 - 2023 | Stade toulousain | Top 14   | Entraîneur des avants   | Champion de France         | Éliminé en demi-finale     | -                  |
| 2023 - 2024 | Stade toulousain | Top 14   | Entraîneur des avants   | Champion de France         | Champion d'Europe          | -                  |

## Style
Fabien Pelous, son coéquipier à Toulouse de 1999 à 2009, dit à son sujet que « parce qu'il n'est pas flamboyant ou pas barbu, Jean n'a pas la reconnaissance du grand public, mais il est toujours incroyablement efficace sur un terrain. ». Pour Ludovic Ninet, journaliste sportif, Jean Bouilhou est « l'exemple du geste juste et du soutien permanent, troisième ligne cavaleur, toujours bien placé pour relayer le mouvement et maintenir le ballon en vie. Il saute aussi, dirige la touche toulousaine, prend ses balles et pique assez souvent celles de l’adversaire. Et puis il est capitaine ». Zeba Traoré, le préparateur physique du Stade toulousain, dit de lui qu'il est « un joueur singulier, qui compense l'écart en masse et en force musculaire avec ses vis-à-vis ou ses concurrents par une explosivité et une détente rares en rugby ».